# Lijst van Spaanstalige literaire schrijvers
De lijst van schrijvers is geordend naar het land van herkomst. Daar het Spaans een der wereldtalen is, komen verschillende landen op de lijst voor.

## Argentinië
- Federico Andahazi
- Roberto Arlt
- Jorge Luis Borges
- Adolfo Bioy Casares
- Julio Cortázar
- José Hernández
- Manuel Puig
- Ernesto Sábato
- Juan José Saer
- Alfonsina Storni

## Chili
- Isabel Allende
- Roberto Bolaño
- Gabriela Mistral
- Pablo Neruda
- Alejandro Zambra

## Colombia
- Gabriel García Márquez
- Álvaro Mutis
- José Eustasio Rivera
- Juan Gabriel Vásquez

## Costa Rica
- Carmen Naranjo
- Alfonso Chase

## Cuba
- Reinaldo Arenas
- Alejo Carpentier
- Pedro Juan Gutiérrez
- Leonardo Padura Fuentes

## Ecuador
- María Fernanda Espinosa
- Jorge Icaza
- Pablo Palacio
- Jorge Queirolo Bravo
- Alicia Yánez

## El Salvador
- Roque Dalton

## Guatemala
- Miguel Angel Asturias

## Honduras
- Amanda Castro
- Javier Abril Espinoza

## Mexico
- Juana Inés de la Cruz
- Álvaro Enrigue
- Laura Esquivel
- José Joaquín Fernández de Lizardi
- Valeria Luiselli
- Carlos Fuentes
- Octavio Paz
- Elena Poniatowska
- Alfonso Reyes
- Juan Rulfo
- Jorge Volpi

## Nicaragua
- Gioconda Belli
- Ernesto Cardenal

## Spanje
- Josefina Aldecoa
- Theresia van Ávila
- Azorín
- Andrés Barba
- Camilo José Cela
- Miguel de Cervantes Saavedra
- Clarìn
- Miguel Delibes
- Antonio Ferres
- Federico García Lorca
- Adelaida García Morales
- Luis de Góngora
- Baltasar Gracián
- Almudena Grandes
- Juan Ramón Jiménez
- Elvira Lindo
- Lope de Vega
- Jorge Manrique
- Ana María Matute
- Eduardo Mendoza
- Terenci Moix
- Rosa Montero
- Antonio Muñoz Molina
- Emilia Pardo Bazán
- Benito Pérez Galdós
- Arturo Perez-Reverte
- Juan Goytisolo
- Francisco de Quevedo
- Fernando de Rojas
- Carlos Ruiz Zafón
- Jorge Semprún
- José Carlos Somoza
- Miguel de Unamuno
- Ramón María del Valle-Inclán

## Peru
- José María Arguedas
- Mario Vargas Llosa
- Iván Thays

## Uruguay
- Eduardo Galeano
- Juan Carlos Onetti
- Horacio Silvestre Quiroga Forteza

## Venezuela
- Rómulo Gallegos
- Boris Izaguirre